# 騎士X - Knight X -
騎士X - Knight X -（ナイトエックス）は、日本の2.5次元男性歌い手グループである。「Knight A -騎士A-」（ナイトエー）の名称であったが、2025年より「騎士X - Knight X -」として活動している。

## 概要
2020年8月2日から正式にグループとしての活動を開始。 YouTubeやツイキャスといった動画配信サービスを中心に"声"を武器に活動する4人組ユニットとして活動を行っている。横浜アリーナや有明アリーナなどで数々のライブを行っており、2024年12月時点でYouTubeの総再生回数は2億回を超えている。

## 経歴

### 2020年
- 3月、しゆん、そうま、てるとくん、ばぁう、まひとくん。、ゆきむら。の6人で「No title」として活動を始める[5]。
- 8月2日、正式に「KnightA-騎士A-」として活動を開始[5]。

### 2021年
- 2月11日、オフィシャルオンラインストアが開設。[6]
- 12月15日、初オフィシャルファンブックとなる『Unite』を発売[7]。

### 2022年
- 5月14日、ゆきむら。がグループを卒業[8]し、5人体制となる。
- 5月28日、現在の公式サイトの前身となるオフィシャルサイト(従来)を開設。

### 2023年
- 1月9日、株式会社STPRに所属することを発表[9]。
- 2月27日、musicるTVにて地上波テレビ番組に初出演。[10]
- 6月17日ごろ、従来のオフィシャルサイトであった https://knight-a.com/ が、株式会社STPRへの所属に伴ってドメインにstprが付き、現在の https://knight-a.stpr.com/ となる[11]。
- 12月23日、公式ファンクラブとなる「Knight A Family Club Lounge『A』」を開設[12]。

### 2024年
- 5月19日、個人活動に専念するためまひとくん。がグループ活動を休止[13]。
- 8月2日、日本武道館でライブを開催。
- 10月20日に初となるファンミーティング『FUCKIN  FRUSTRATION』を開催することを発表。
- 11月16日、女性問題の発覚により、そうまが活動を休止[14][15]。

### 2025年
- 4月2日から6日、STPR所属グループ合同のライブフェス『STPR Family Festival!!』に出演[16][17]。
- 4月12日の配信でそうまとまひとくん。の卒業を発表し、4月27日をもって卒業[18]。
- 5月17日、ユニット名を「KnightX -騎士X-」と改名し、新メンバーとしてタケヤキ翔が加入することを配信で発表[1]。ライブ時などでのみ顔を出して活動をしてきたが、タケヤキの加入により顔出しでの活動へ変更[19]。
- 登録者数100万人突破。

## メンバー
| 名前       | メンバーカラー | 誕生日  | 血液型 | 身長    | 出身地 |
| ---------- | -------------- | ------- | ------ | ------- | ------ |
| しゆん     | 緑             | 9月28日 | A型    | 173cm   | 宮崎県 |
| てるとくん | ピンク         | 7月9日  | O型    | 176cm   | 非公開 |
| ばぁう     | 赤             | 3月7日  | A型    | 168.5cm | 栃木県 |
| タケヤキ翔 | 白             | 3月19日 | A型    |         |        |

しゆん
以前はすとぷりのメンバーとして活動していたが、同グループを脱退して現在に至る。また、すとぷり時代にはvestitoのモデルとしても活躍していた。個人では主に歌ってみた動画を投稿している。
てるとくん
個人ではAmong Usやあつまれどうぶつの森、ロブロックスなどのゲーム実況や歌ってみた動画を投稿している。個人チャンネルでの登録者数は2025年1月16日時点で111万人。
また、2025年1月1日にセカンドチャンネルの『てるとくん2』を開設。
生放送を友達に勧められたことをきっかけにツイキャスでの生配信やYouTubeでの動画投稿を開始。名前も友人からつけてもらったもの。
ばぁう
ばぁうとして活動する以前の中学2年生の頃は、「無名ちゃん」という名義などでニコニコ動画にて歌ってみた動画を投稿していた。その後、KnightAとして活動するまでは、ニコキャスとしててるとくん・そうまと活動していた。個人では歌ってみた動画や女性向けセリフ動画（ASMR）などを投稿し、ツイキャスにて生配信等も行っている。また、過去には他の歌い手のミックスも担当していた。メンバーであるてるとくんの歌ってみた動画「おじゃま虫」でもMIXを担当している。YouTube個人チャンネルの登録者数は89万人（2025年1月23日現在）。
2023年6月30日にそうまと「劇場版 Re:STARS 〜未来へ繋ぐ2つのきらぼし〜」にて声優デビューすることが発表された。
タケヤキ翔

### ペア
- しゆそま（そましゆ）しゆん・そうま
- しゆてる（てるしゆ）しゆん・てるとくん
- ばうしゆ（しゆばう）しゆん・ばぁう
- しゆまひ（まひしゆ）しゆん・まひとくん。
- そまてる（てるそま）そうま・てるとくん
- ばうそま（そまばう）そうま・ばぁう
- まひそま（そままひ）そうま・まひとくん。
- ばうてる（てるばう）てるとくん・ばぁう
- ばうまひ（まひばう）まひとくん。・ばぁう
- まひてる（てるまひ）てるとくん・まひとくん。

2023年12月10日、YouTubeにて「まひてる」チャンネル開設。チャンネルでは主にゲーム実況をやっており、チャンネル登録者数は13万3千人(2025年1月16日現在)。現在は更新されていない。

### 旧メンバー
| 名前         | 旧メンバーカラー | 誕生日  | 血液型 | 身長  | 出身地 | 卒業日        |
| ------------ | ---------------- | ------- | ------ | ----- | ------ | ------------- |
| ゆきむら。   | 紫               | 9月14日 | A型    | 172cm | 新潟県 | 2022年5月14日 |
| そうま       | 黄色             | 3月10日 | O型    | 184cm | 静岡県 | 2025年4月27日 |
| まひとくん。 | 水色             | 8月3日  | A型    | 162cm | 非公開 | 2025年4月27日 |

ゆきむら。

ニコニコ動画への動画投稿から活動を開始。作詞を担当することもある。ゆきむら。名義では2度アルバムを出している。個人では自身のYouTubeチャンネルにて歌ってみたや得意とするトークを武器に投稿している。
元はニコキャスとしてばぁう・てるとくん・そうまなどと活動していた（ちょこらびやあまね、Sadaharuなどともニコキャスとして活動を共にしていた）。
2022年5月14日をもってKnightA-騎士A-を卒業した。
そうま
声優を目指し、養成所に通っていたことがある。個人ではYouTubeにて歌ってみた動画や女性向けシチュエーションボイス（ASMR）を投稿していた。昨今まではシチュエーションボイスは配信のみとなっていたが、2022年11月28日から『女性向けASMR』の個人チャンネル''Soma_Voice''(現:そうま【ASMR】)を開設し、そこでも不定期に投稿している。
2023年6月30日にばぁうと共に「劇場版 Re:STARS 〜未来へ繋ぐ2つのきらぼし〜」にて声優デビューすることが発表された。2025年4月27日をもって卒業。
まひとくん。
主にYouTubeで活動しており、マインクラフトやあつまれどうぶつの森などのゲーム実況動画や歌ってみたを主に投稿している。YouTube個人チャンネルの登録者数は127万人（2025年3月24日現在）。ゲーム実況グループ「ぽみそしる」に参加していた。過去には、荒野行動の公認実況者として活動していた。2025年4月27日をもって卒業。

## ライブ・イベント

### ライブ
| 年        | タイトル                                                                            | 規模・月日・会場 | 備考                              |
| --------- | ----------------------------------------------------------------------------------- | --- | --------------------------------- |
| 2021      | Knight                                                                              | 1会場2公演 - 2月13日 チームスマイル 豊洲PIT - 2月14日 チームスマイル |                                   |
| 2021      | The Night                                                                           | 9月23日 横浜アリーナ |                                   |
| 2021      | Re:Night - KnightA/騎士A - ONE-MAN LIVE 『Dead Or Alive』                           | 1会場2公演 - 12月27日 横浜アリーナ - 12月27日 横浜アリーナ |                                   |
| 2022      | Secret Night                                                                        | 1会場2公演 - 4月2日 幕張メッセ国際展示場7・8ホール - 4月3日 幕張メッセ国際展示場7・8ホール |                                   |
| 2022      | Show Time                                                                           | 1会場2公演 - 9月24日 東京ガーデンシアター - 9月25日 東京ガーデンシアター | 5人体制初のライブ                 |
| 2022-2023 | One Knight                                                                          | 4会場5公演 - 12月26日 Zepp Namba(OSAKA) - 12月27日 Zepp Namba(OSAKA) - 12月30日Zepp Nagoya - 1月4日 Zepp Fukuoka | 初のライブツアー                  |
| 2022-2023 | 『A』BYSS - 深淵                                                                    | 1会場2公演 - 1月8日 ぴあアリーナMM - 1月9日 ぴあアリーナMM |                                   |
| 2023      | AllVlN                                                                              | 1会場2公演 - 5月13日 有明アリーナ - 5月14日 有明アリーナ |                                   |
| 2024      | EDEN-楽園-                                                                          | 6会場9公演 - 3月26日 愛知県 Zepp Nagoya - 3月27日 愛知県 Zepp Nagoya - 3月30日 北海道 Zepp Sapporo - 4月4日 福岡県 Zepp Fukuoka - 4月7日 宮城県 SENDAI GIGS - 4月19日 神奈川県 KT Zepp Yokohama - 4月20日 神奈川県 KT Zepp Yokohama - 4月27日 大阪府 Zepp Osaka Bayside - 4月28日 大阪府 Zepp Osaka Bayside | 最大規模のライブツアー            |
| 2024      | Knight A - 騎士A - ONE MAN LIVE 2024 in 日本武道館！ " 最終決戦 "夢のその先へ____。 | 8月2日 東京都 日本武道館 | デビュー4周年                     |
| 2024-2025 | FUCKIN FRUSTRATION                                                                  | 3会場6公演 - 12月23日 大阪府 Zepp Osaka Bayside - 12月24日 大阪府 Zepp Osaka Bayside - 12月26日 愛知県 Zepp Nagoya - 12月27日 愛知県 Zepp Nagoya - 1月6日 東京都 Zepp DiverCity(Tokyo) - 1月7日 東京都 Zepp DiverCity(Tokyo)                                                                                | 初のファンクラブ限定 ライブツアー |

### イベント
| 年   | タイトル                                 | 規模・月日・会場 | 備考                                                                                                 |
| ---- | ---------------------------------------- | --- | --- |
| 2025 | STPR Family Festival!! in 東京ドーム     | 1会場2公演 - DAY1 STAR to STPR 〜はじまりの物語〜 4月2日 東京ドーム - DAY2 STREAM 4月3日 東京ドーム                                                         | STPR所属のすとぷり、KnightA-騎士A-、AMPTAKxCOLORS、めておら -Meteorites-による初の大型ライブフェス。 |
| 2025 | STPR Family Festival!! in ベルーナドーム | 1会場3公演 - DAY3 STORM of CHAMPIONS 4月4日 ベルーナドーム - DAY4 SUPER GAMERS SHOWDOWN 4月5日 ベルーナドーム - FINAL SUPERNOVA STAGE 4月6日 ベルーナドーム | 「STPR Family Festival!!」の追加公演。                                                               |

## ディスコグラフィー

### シングル

#### CDシングル
|     | 発売日        | タイトル | 規格品番 | 順位 |
| --- | ------------- | -------- | --- | ---- |
| 1st | 2023年5月10日 | AllVIN   | STPR-9034:初回限定盤 ばぁうVer. STPR-9035:初回限定盤 そうまVer. STPR-9036:初回限定盤 てるとくんVer. STPR-9037:初回限定盤 しゆんVer. STPR-9038:初回限定盤 まひとくん。Ver. STPR-2001:通常盤 | 2位  |
| 2nd | 2024年3月27日 | EDEN     | STPR-2002:通常盤 STPR-9041:初回限定盤 PROS-5923 4988031632475:Lounge『A』限定盤 ばぁうver. PROS-5924 4988031632482::Lounge『A』限定盤 そうまver. PROS-5925 4988031632499::Lounge『A』限定盤 てるとくんver. PROS-5926 4988031632505::Lounge『A』限定盤 しゆんver. PROS-5927 4988031632512::Lounge『A』限定盤 まひとくん。ver. | 1位  |

### ミュージックビデオ
| 公開年 | タイトル                     | MV制作者(イラスト、ムービー）        | 収録作品  |
| ------ | ---------------------------- | ------------------------------------ | --------- |
| 2021年 | 決戦エンドレス               | 富田兼次                             | The Night |
| 2021年 | The Night                    | MIZUKING、たま                       | The Night |
| 2021年 | ヤミィ                       | MIZUKING                             | Knight A  |
| 2021年 | Night Escape                 | MIZUKING、すずか爆弾                 | Knight A  |
| 2022年 | アイビー                     | MIZUKING、たま                       | Knight A  |
| 2022年 | 生まれたときから地球の癌です | 水呑朔                               | Knight A  |
| 2022年 | Show Time                    | 瀬里義治                             | Knight A  |
| 2022年 | 真世界                       | うごんば、NM3、koshi-kun、渡辺想介   | Knight A  |
| 2022年 | 決戦エンドレス Remix ver.    |                                      | Knight A  |
| 2022年 | Sweet Trap                   | MIZUKING                             | Knight A  |
| 2022年 | Perfect Crime                | えるいー、nanao                      | Knight A  |
| 2022年 | 僕の心はオリジナル           | えるいー、黎                         | Knight A  |
| 2022年 | One Night Love               | えるいー、吟                         | 『A』BYSS |
| 2022年 | Knight Game                  |                                      | 『A』BYSS |
| 2022年 | Christmas Kiss               | えるいー                             | 『A』BYSS |
| 2023年 | OVERDRIVER                   |                                      | 『A』BYSS |
| 2023年 | Jump!                        | risumi                               | 『A』BYSS |
| 2023年 | 『A』BYSS                    | nanao                                | 『A』BYSS |
| 2023年 | AllVIN                       | 三峰/MtsuMne、吟                     | AllVIN    |
| 2023年 | Thirsty                      | 八三                                 | AllVIN    |
| 2023年 | NOPE                         | 水吞朔                               | AllVIN    |
| 2023年 | Q and A                      | SPIKE                                | AllVIN    |
| 2023年 | 飴色花火                     | レーナ                               | 未収録    |
| 2023年 | HIME×GOTO                    | risumi、かずらけい                   | 未収録    |
| 2023年 | One Night Halloween          | しゅがお、夢ノ内、しろみや           | 未収録    |
| 2023年 | GO!!!                        | POhL、からながれ                     | 未収録    |
| 2023年 | クリスマスはいらない         | ドルストイ、しろみや                 | 未収録    |
| 2024年 | 乙女警察                     | 檀上大空                             | 未収録    |
| 2024年 | ファミリー                   | 天堂鷹、あげは                       | EDEN      |
| 2024年 | 春風と君                     | MONA                                 | EDEN      |
| 2024年 | EDEN                         | Kawa、KEN                            | EDEN      |
| 2024年 | ask yourself                 | ハルハ(harha)                        | EDEN      |
| 2024年 | egoism                       | 雷鳴ナル、kittened、Amos、Mint、40kl | 未収録    |
| 2024年 | Summer Night                 | しゅがお、夢ノ内                     | 未収録    |
| 2024年 | 最終決戦                     | 芹田ジョン、しめぢ                   | 未収録    |
| 2024年 | 夢のその先へ                 | Cinematographer                      | 未収録    |
| 2024年 | クレセントムーン             | 丸千代、涼白ゆう                     | 未収録    |
| 2024年 | FUCKIN FRUSTRATION           | hotori、REO                          | 未収録    |
| 2024年 | プルメリア                   | 問七、よたばいと                     | 未収録    |
| 2024年 | Mad Snow                     | 灰色ルト、ayamaro                    | 未収録    |
| 2024年 | こんな命にも朝が来る         | 穂竹藤丸、たんしお                   | 未収録    |
| 2025年 | 刀光剣影（feat.タケヤキ翔）  | めんま                               | 未収録    |
| 2025年 | 夢のその先へ - Special ver.  |                                      | 未収録    |

## 出演

### テレビ
- すとぷりくえすとっ（2023年9月3日[80]、2023年9月10日[81]、テレビ東京系列[82]）※ゲスト出演

### ラジオ
- SCHOOL OF LOOK![83]（2024年7月22日）

### 書籍
- KnightA -騎士A-×ななもり。 (2021). 【ビジュアルファンブック】KnightA/騎士A オフィシャルファンブック『Unite』. STPR BOOKS. ISBN 9784845637119